# Пятницкая церковь (Суздаль)
Церковь Параскевы Пятницы, или Пятницкая церковь — церковь в центральной части Суздаля, расположенная между Торговыми рядами и оборонительными укреплениями Кремля. Построена в 1772 году, в XVIII веке составляла единый архитектурный ансамбль вместе с расположенной рядом летней Входо-Иерусалимской церковью и снесённой колокольней с вогнутым шатром. Весь комплекс был окружён невысокой кирпичной оградой с воротами, форма каменного свода которых была заимствована из деревянного зодчества.
Поначалу церковь получила название Никольской, но название не прижилось и со временем церковь превратилась в Пятницкую по названию более старого деревянного храма, стоявшего на этом месте. Помимо этого, великомученица Параскева Пятница всегда почиталась на Руси.
Церковь является типичным представителем суздальских «тёплых» храмов и состоит из двух небольших каменных клетей, с восточной стороны к храму примыкает широкая апсида. В отличие от других «зимних» храмов на центральном четверике поставлен восьмерик с высоким куполом и необычной фигурной главкой.